# سیاف البیشی
سیاف البیشی (عربی: سياف البيشي؛ زادهٔ ۱۸ ژوئن ۱۹۸۰) یک ورزشکار اهل عربستان سعودی است.
از باشگاه‌هایی که در آن بازی کرده‌است می‌توان به باشگاه فوتبال الشباب عربستان سعودی و باشگاه فوتبال الاتفاق عربستان سعودی اشاره کرد.